# Software (przedsiębiorstwo)
Software AG – niemieckie przedsiębiorstwo informatyczne, założone w 1969 r. w Darmstadt, znane przede wszystkim jako producent systemu obsługi baz danych Adabas oraz serwera XML Tamino.
Przedsiębiorstwo oferuje rodziny produktów Adabas, Natural, EntireX i Tamino; zatrudnia 2,5 tys. osób w 59 krajach i w 2005 r. miała ok. 3 tys. klientów. Od 1 lipca 2007 r. grono produktów zostało rozszerzone o produkty amerykańskiego przedsiębiorstwa webMethods dostarczającego rozwiązania z dziedziny SOA.
W Polsce z produktów webMethods korzystali m.in. Centertel, Telekomunikacja Polska.
Spółka akcyjna notowana na Giełdzie Papierów Wartościowych we Frankfurcie.